# 朱德华
朱德华（1935年3月—2017年4月10日），安徽当涂人，中华人民共和国政治人物。

## 生平
1955年6月加入中国共产党。1955年12月，参加工作。1969年3月，调入青阳县革委会工作。1976年8月起，先后在省委办公厅、省委政研室工作；1980年1月起，历任省委办公厅秘书室一级巡视员、副主任、主任；1985年2月，任中共安徽省委办公厅副主任；1990年5月，任中共安徽省委副秘书长。1992年8月，任省委副秘书长、办公厅主任；1995年10月，任省委督查组督查员。2017年4月10日，在合肥逝世，享年83岁。